# Bringinwareng
Bringinwareng is een bestuurslaag in het regentschap Pati van de provincie Midden-Java, Indonesië. Bringinwareng telt 708 inwoners (volkstelling 2010).